# عيزر وايزمن

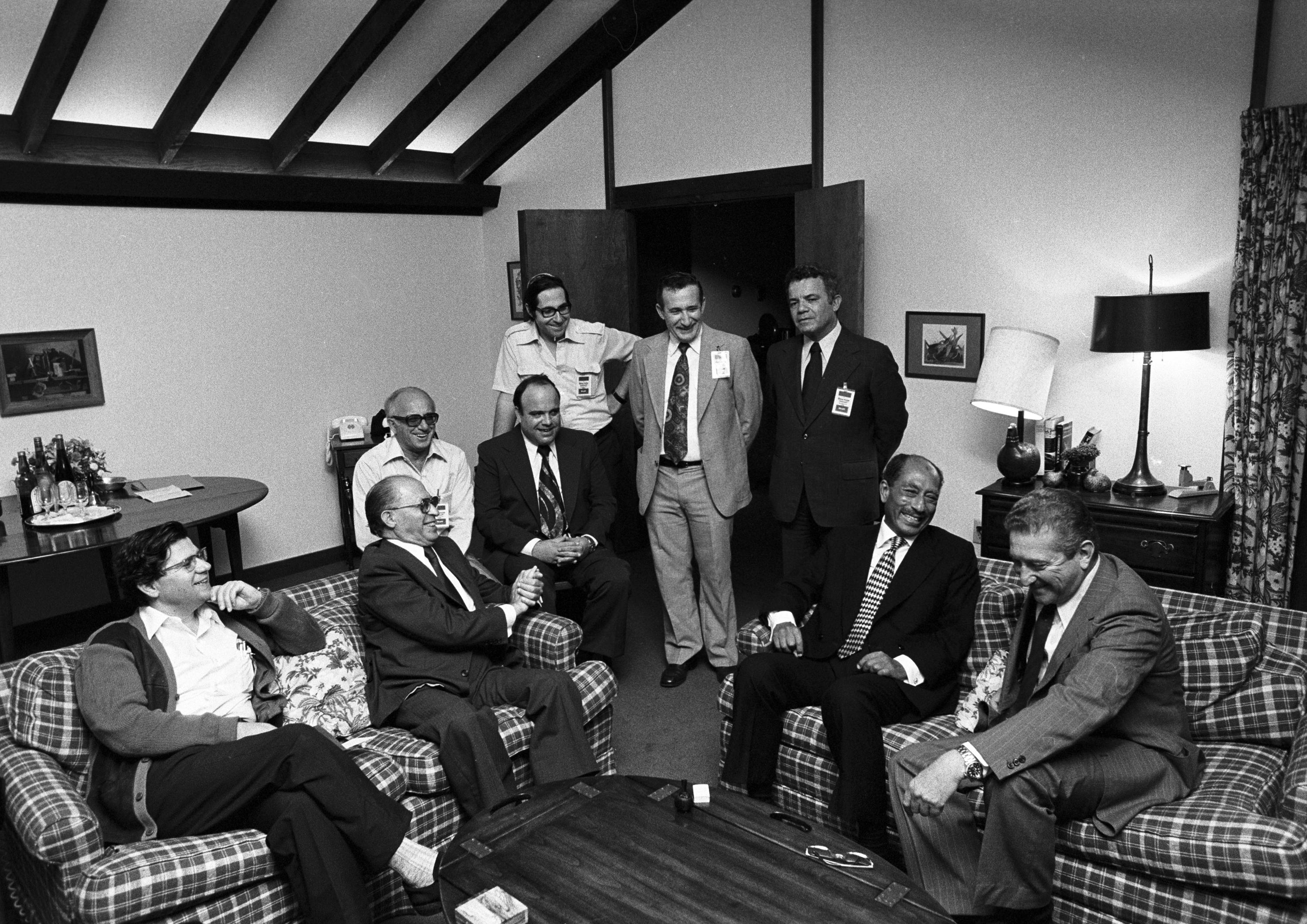
اجتماع في كامب ديفيد مع (يس-يم) أهارون باراك ومناحم بيجن وأنور السادات، 1978

عيزر وايزمن (بالعبرية: עזר ויצמן‏) (15 يونيو 1924 – 24 أبريل 2005) سياسي وعسكري إسرائيلي وهو الرئيس السابع لإسرائيل. انضم في شبابه إلى الجيش البريطاني حيث أصبح طيارا حربيا. قاد سلاح الجو الإسرائيلي بين 1958 و1966. ساهم بشكل كبير في التحضير للضربة الجوية التي دمرت أغلب الطائرات المصرية في بداية حرب 1967, كنائب لرئيس الأركان. بعد فوز حزب الليكود اليمينية في انتخابات عام 1977 تعين وزير الدفاع في حكومة مناحيم بيجن، وكان له دور كبير في المفاوضات السلمية مع الزعامة المصرية بعد زيارة الرئيس المصري أنور السادات لإسرائيل في نوفمبر 1977.
شغل منصب وزير وزارة المواصلات والأمان على الطرق من عام 1969 إلى 1970 ، وفي عام 1993 انتخب كرئيس قبل أن يستقيل سنة 2000 إثر تسرب معلومات في الصحافة عن تلقيه أموال بشكل غير قانوني من رجل أعمال. وخلفه في الرئاسة موشيه كاتساف.

## حياته
ولد في تل أبيب ونشأ في مدينة حيفا. وهو ابن شقيق الرئيس الإسرائيلي الأسبق، حاييم وايزمان.
خدم فايتسمان في الحرب العالمية الثانية في سلاح الجو الملكي البريطاني. ونشط في صفوف المنظمة العسكرية القومية الإيتسل في أوروبا، وعاد إلى بلاده عشية قيام إسرائيل.
وكان عيزر فايتسمان من مؤسسي سلاح الجو الإسرائيلي، وقائداً له بين سنوات 1958 و1966 كان فايتسمان قائداً لسلاح الجو، ثم خدم بين سنوات 1966 و1969 رئيساً لقسم العمليات. وكان من الجنرالات الذين ضغطوا على الحكومة الإسرائيلية قبل حرب 67 من أجل شن الحرب، ثم أعلن لاحقاً تأييده لفكرة أرض إسرائيل الكاملة.
مع تسريحه من الجيش الإسرائيلي انضم إلى حركة حيروت وتم تعيينه وزيراً للمواصلات في حكومة الليكود. وفي عام 1972 استقال من النشاط الحزبي بسبب خلافات مع مناحم بيجن، ثم عاد إلى الحزب بعد سنة وبقي عضواً فيه حتى العام 1980.
خلال حرب 1973 تم تجنيده كمساعد خاص لرئيس هيئة الأركان العامة. وفي العام 1977 انتخب للكنيست الإسرائيلي التاسع وتم تعيينه وزيراً للدفاع في أول حكومة شكلها مناحم بيجن، وأشرف على عملية الليطاني التي قام بها الجيش الإسرائيلي في جنوب لبنان. وفي عام 1978 بدأ يطرأ عليه التحول السياسي، فتخلى عن فكرة أرض إسرائيل الكاملة، ودعا إلى تدعيم العملية السلمية مع مصر وأصبح نصيراً للتنازلات الواسعة من أجل تحقيق السلام. وكان فايتسمان من مهندسي اتفاقيات كامب ديفيد.
في عام 1980 استقال من الحكومة في أعقاب جدال مع رئيس الحكومة مناحم بيجن. وبعد عدة أشهر صوت ضد الحكومة في الكنيست، فطرد من حزب حيروت.
قبل انتخابات الكنيست ال 11، في العام 1984، أسس حركة ياحد التي فازت بثلاثة مقاعد. وانضمت حركته، بعد الانتخابات، إلى حزب المعراخ وتم تعيينه وزيراً بلا حقيبة وعضواً في الطاقم السياسي المصغر في حكومة شمعون بيريز. وأصبح فايتسمان من قادة الحمائم في المعراخ وطالب بإجراء مفاوضات مباشرة مع منظمة التحرير الفلسطينية تشمل استعداد إسرائيل لتقديم تنازلات في سبيل التوصل إلى اتفاق سلام مع الفلسطينيين.
أعيد انتخابه للكنيست ال 12، وتم تعيينه وزيراً للعلوم والتكنولوجيا وعضواً في الطاقم السياسي المصغر في حكومة الوحدة القومية. وفي عام 1989 تمت تنحيته من الحكومة المصغرة في أعقاب أزمة مع رئيس الحكومة إسحاق شامير حول الموقف من منظمة التحرير الفلسطينية. بعد فترة وجيزة فجع بمقتل ابنه وزوجته في حادث طرق.
في عام 1992 استقال من الكنيست في ضوء المساعي لترشيحه لرئاسة الدولة. وفي مارس 1993 تم انتخابه رئيسا للدولة، وفي عام 1998 انتخب لولاية ثانية.

## روابط خارجية
- عيزر وايزمن على موقع الموسوعة البريطانية (الإنجليزية)
- عيزر وايزمن على موقع مونزينجر (الألمانية)
- عيزر وايزمن على موقع ميوزك برينز (الإنجليزية)
- عيزر وايزمن على موقع إن إن دي بي (الإنجليزية)
- عيزر وايزمن على موقع ديسكوغز (الإنجليزية)